# Karol Kochler
Karol Kochler (ur. 12 stycznia?/24 stycznia 1888 w Odessie, zm. 13 sierpnia 1974) – polski chemik, nauczyciel chemii i przyrody w Liceum Krzemienieckim, wykładowca na Wydziale Chemii Uniwersytetu Mikołaja Kopernika w Toruniu w latach 1948–1950 oraz 1951–1954.

## Życiorys
W roku 1929 został dyrektorem państwowego gimnazjum im. Tadeusza Czackiego, jednej ze szkół wchodzących w skład Liceum Krzemienieckiego.
W latach 1935–1936 pełnił funkcję dyrektora („kuratora”) Liceum Krzemienieckiego, zastąpił go na tym stanowisku inż. Stefan Czarnocki. Sam Kochler do 1939 pełnił funkcję dyrektora pedagogicznego szkoły. Autor publikacji „The Krzemieniec Lyceum” wydanej w styczniu 1930 przez wydawnictwo „The New Era” w Londynie.
W przededniu mordu na polskiej inteligencji krzemienieckiej Kochler miał zostać skreślony z listy proskrypcyjnej, dzięki czemu uniknął śmierci
Po wojnie, w 1945 objął na kilka lat kierownictwo I Państwowego Gimnazjum im. Króla Jana III Sobieskiego w Grudziądzu, uczestniczył także w budowie polskiego szkolnictwa na Pomorzu.
Jest pochowany na Cmentarzu Salwatorskim w Krakowie (sektor SC9-7-30).
Był mężem Klary (1886–1975), z którą miał córkę Alinę po mężu Borkacką (1922–2003) żonę profesora Stanisława Borkackiego, łączniczkę w powstaniu warszawskim, ps. Jaga, po wojnie lekarza pediatrę.

## Upamiętnienie
M.in. na jego cześć nazwano ulicę na toruńskim kampusie Krzemieniecką. 

## Ordery i odznaczenia
- Krzyż Oficerski Orderu Odrodzenia Polski (11 listopada 1936)[10]